# Paolo Del Mese
Paolo Del Mese (Pontecagnano Faiano, 23 settembre 1946) è un politico italiano.

## Biografia
Laureato in giurisprudenza. Viene eletto deputato nelle file della Democrazia Cristiana per la prima volta nel 1983, rimanendo a Montecitorio per tre mandati (IX, X e XI legislatura), fino al 1994. Ha fatto parte del governo Andreotti VI (1989-1991) in qualità di sottosegretario al Commercio estero e poi del successivo governo Andreotti VII (1991-1992) come sottosegretario alle Partecipazioni statali. Dal 1990 al 1993 è stato anche consigliere comunale della DC a Salerno.
Alle elezioni politiche del 2006 viene eletto nuovamente alla Camera, come deputato della XV legislatura della Repubblica Italiana nella circoscrizione Campania 2 per i Popolari UDEUR. Termina il mandato nel 2008.

### Procedimenti giudiziari
Nel giugno 2021 viene condannato a 4 anni per il crac del pastificio Amato. Nel 2025 è assolto con formula piena in quanto «il fatto non sussiste».